# Cyphochlaena sclerioides
Cyphochlaena sclerioides är en gräsart som först beskrevs av Aimée Antoinette Camus, och fick sitt nu gällande namn av Jean Marie Bosser. Cyphochlaena sclerioides ingår i släktet Cyphochlaena, och familjen gräs.
Artens utbredningsområde är Madagaskar. Inga underarter finns listade i Catalogue of Life.